# Zygophylax carolina
Zygophylax carolina är en nässeldjursart som först beskrevs av John Fraser 1911.  Zygophylax carolina ingår i släktet Zygophylax och familjen Lafoeidae. Inga underarter finns listade i Catalogue of Life.